# هيكاتايوس
هيكاتايوس (باليونانية: Ἑκαταίος) كان ملك السنديانيين طوال فترة حكم كل من ساتيروس الأول وليكون الأول حكام مملكة البوسفور.
لقد كان متزوجًا من ابنة ساتيروس وكذلك متزوجًا من تيرغاتاو، وهي أميرة قوية من شعب المايوتيان وتنتمي لقبيلة إكسوماتاي.

## فترة الحكم
لا يُعرف الكثير عن حياة هيكاتايوس أو فترة حكمه، بل إنه بدلًا من قتل تيرجاتو بناءًا على نصيحة ساتيروس، فقد حبسها في قلعة هربت منها في النهاية. لقد بحث عنها ساتيروس وليكون، لكنها استعصيت عنهما. كانت تشن حربًا على كل من زوجها السابق وساتيروس، مما أجبرهم على تقديم طلب من أجل السلام.

## فقدان العرش والتنازل
اغتصب أوكتاماساديس العرش من أبيه، ثم وجد نفسه في حرب ضد ليكون، وهو ملك بوسفوري وحليف أبيه. نجح ليكون في قيادة أوكتاماساديس إلى سكيثيا بعد معركة واحدة، والتي قيل إن ليكون قال إنه «تعهد بإقامة نصب تذكاري للنصر، ولكن ليس لأبولو لابريس المحلي، ولكن للإله الأعلى وراعي جميع البوسفور، أبولو المعالج.» ثم أقنع ليكون هيكاتايوس بالتنازل له عن العرش، حيث قيل أن هيكاتايوس قد وافق. هذا من شأنه أن يجعل من المملكة السيندكية الجزء الآسيوي من مملكة البوسفور، والتي سيحكمها جورجيبوس.